# Mordellistena bicentella
Mordellistena bicentella is een keversoort uit de familie spartelkevers (Mordellidae). De wetenschappelijke naam van de soort is voor het eerst geldig gepubliceerd in 1862 door LeConte.